# 1446
Năm 1446 là một năm trong lịch Julius.